# 佐加利山城
佐加利山城（さかりやまじょう/さがりやまじょう、盛山城・下山城）は、長門国豊浦郡（現在の山口県下関市長府江下町付近）にあった日本の城。

## 歴史
築城時期は不明だが鎌倉時代には存在しており、鎌倉幕府滅亡の2年後の建武2年（1335年）に、前長門探題北条時直の遺児である北条上野四郎がこの城に立て籠もったとされる。上野四郎は、時直を討った功績で守護に任ぜられていた厚東武実を攻めようとしたが、少弐頼尚・宗像氏範らの支援を受けた武実によって逆に攻め滅ぼされた。その後、厚東氏が没落して城は大内氏の支配下に入った。
康暦2年/天授6年（1380年）、長門守護代であった杉智静が大内満弘（守護・大内弘世の次男）を擁して反乱を起こすが、弘世の嫡男である大内義弘によって討たれた。通説では義弘は弘世の名代と考えられてきたが、近年ではこの反乱の首謀者は室町幕府の後ろ盾で家中の実権を握った義弘を廃そうとした弘世自身で、杉智静はそれに従ったに過ぎないとする説もある（弘世は杉智静の戦死直後に没した）。
その後、応永の乱で室町幕府に反乱した義弘は戦死すると、弘世の遺児の1人である大内弘茂が新しい守護に任じられる。そのため、もう1人の遺児である大内盛見（義弘・満弘の弟で弘茂の兄）が反乱を起こし、弘茂の長門守護代である陶山高安がこの城に入った。だが、応永8年（1401年）に盛見側の攻勢によって四王司城を攻め落とされると、弘茂は四王司城の南西にある佐加利山城に逃れた後、ここで自害した。
以後の記録に登場せず、廃城時期も不明。城の推定地は開発が進み、遺構も不明な部分が多い。